# 佩普西-皮赫克瓦湖
佩普西-皮赫克瓦湖，俄罗斯称之为楚德-普斯科夫湖（俄语：Чудско-Псковское озеро），是欧洲最大的跨国湖泊，位于爱沙尼亚和俄罗斯边境。湖泊面积为3,555平方公里，是欧洲排在俄罗斯拉多加湖与奥涅加湖、瑞典维纳恩湖和芬兰塞马湖之后第五大淡水湖，平均水深7.1米，最深处15米。湖面海拔为30米。
春汛时湖区沿岸大部分低地被水淹没，冬季结冰期长达6个月，解冻后可以通航。有30条河流注入此湖。纳尔瓦河源自此湖北端，向北流入芬兰湾。湖内盛产鳊鱼及鲈鱼等。
1242年，亚历山大·涅夫斯基率诺夫哥罗德军队在在冰封的湖面上击败條頓骑士团，史称“冰上战役”。

## 湖名及湖面各部分的名称
爱沙尼亚人称整个湖为佩普西-皮赫克瓦湖，俄罗斯人称此湖为楚德-普斯科夫湖或普斯科夫-楚德湖。湖名中的“楚德”源自楚德人，俄罗斯人将历史上居住在爱沙尼亚、卡累利阿及俄罗斯西北部的波罗的芬兰人称为楚德人。
此湖划分为三个湖面。北边最大的部分称为佩普西湖或楚德湖。南边较小的部分称为皮赫克瓦湖或普斯科夫湖。联接南北两部分的狭长湖面称为莱米湖或乔普洛耶湖（俄语：Тёплое озеро）。这部分湖的温度比北边高，爱沙尼亚语名和俄语名的意思都是“暖水湖”。
在中文及其他语言里，佩普西湖或楚德湖也可能用来指代整个湖面。

## 图集

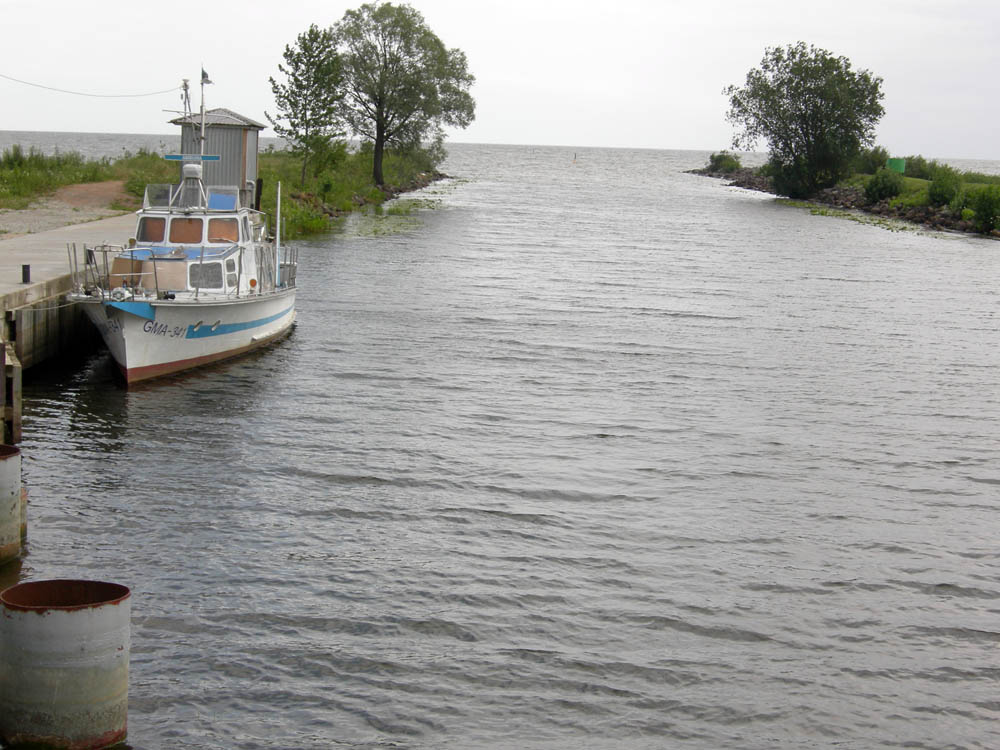
穆斯特韦港
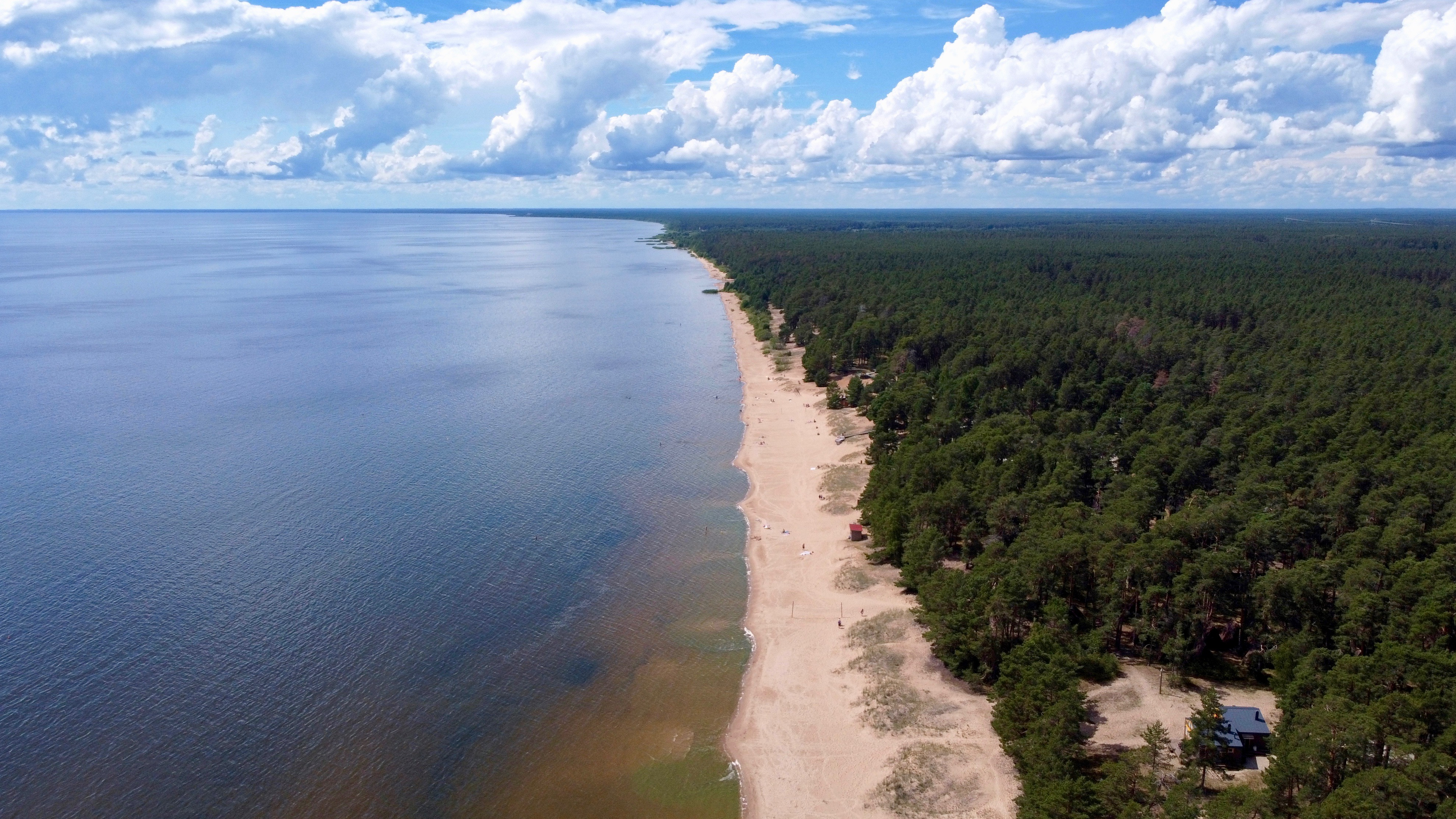
爱沙尼亚考克西村附近的沙滩和森林
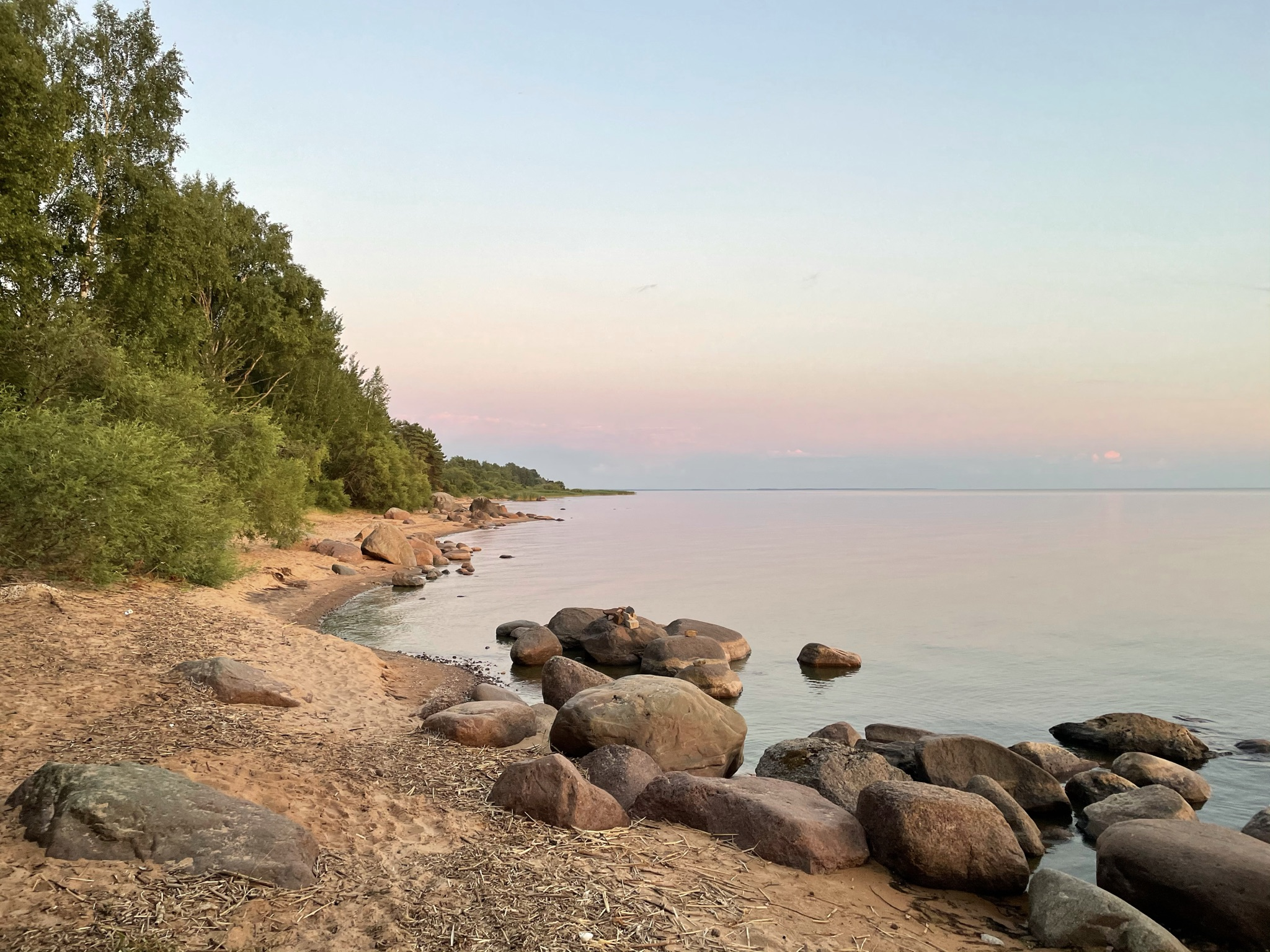
俄罗斯库涅斯季附近的湖岸
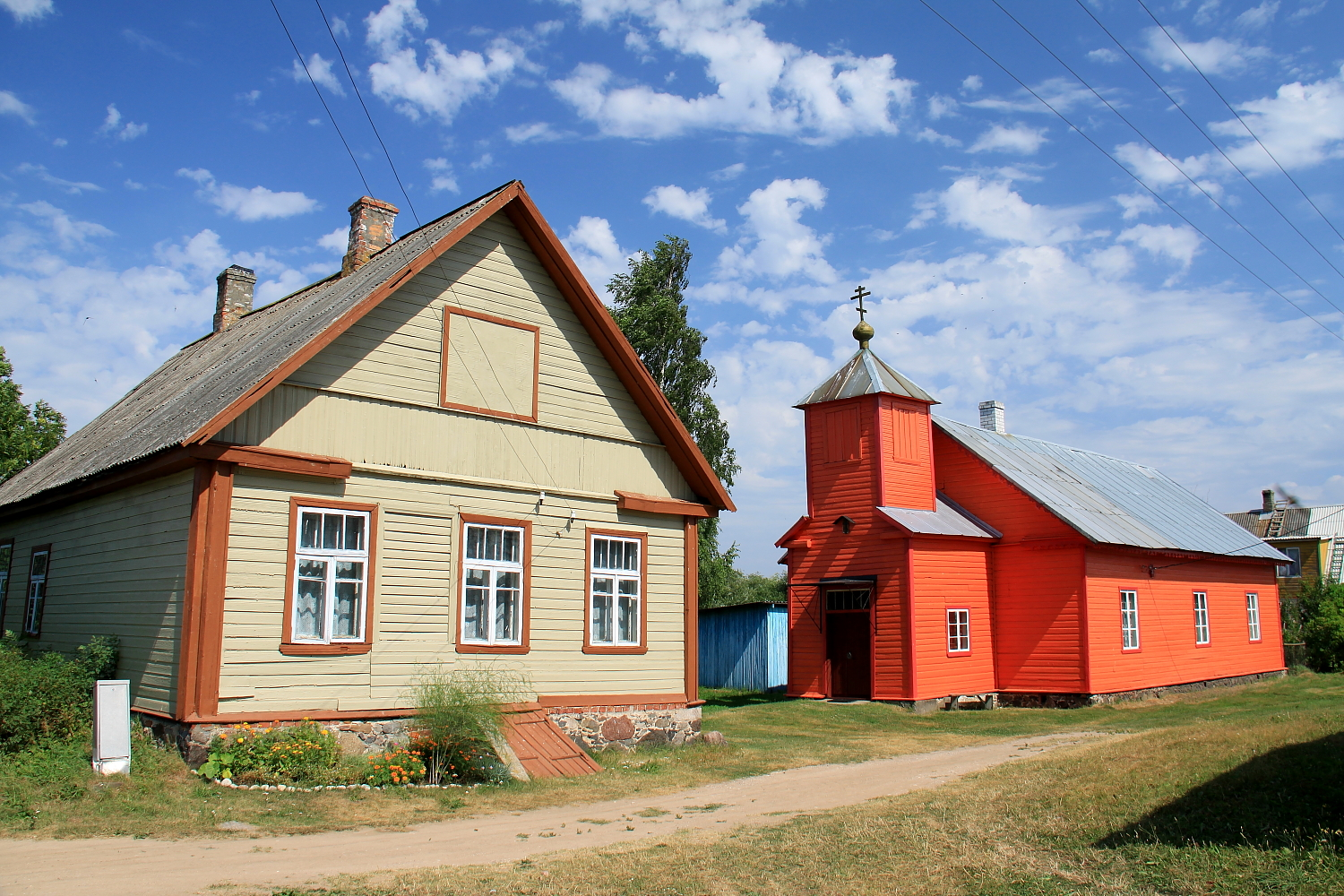
爱沙尼亚皮里斯岛上旧礼仪派的村庄及教堂
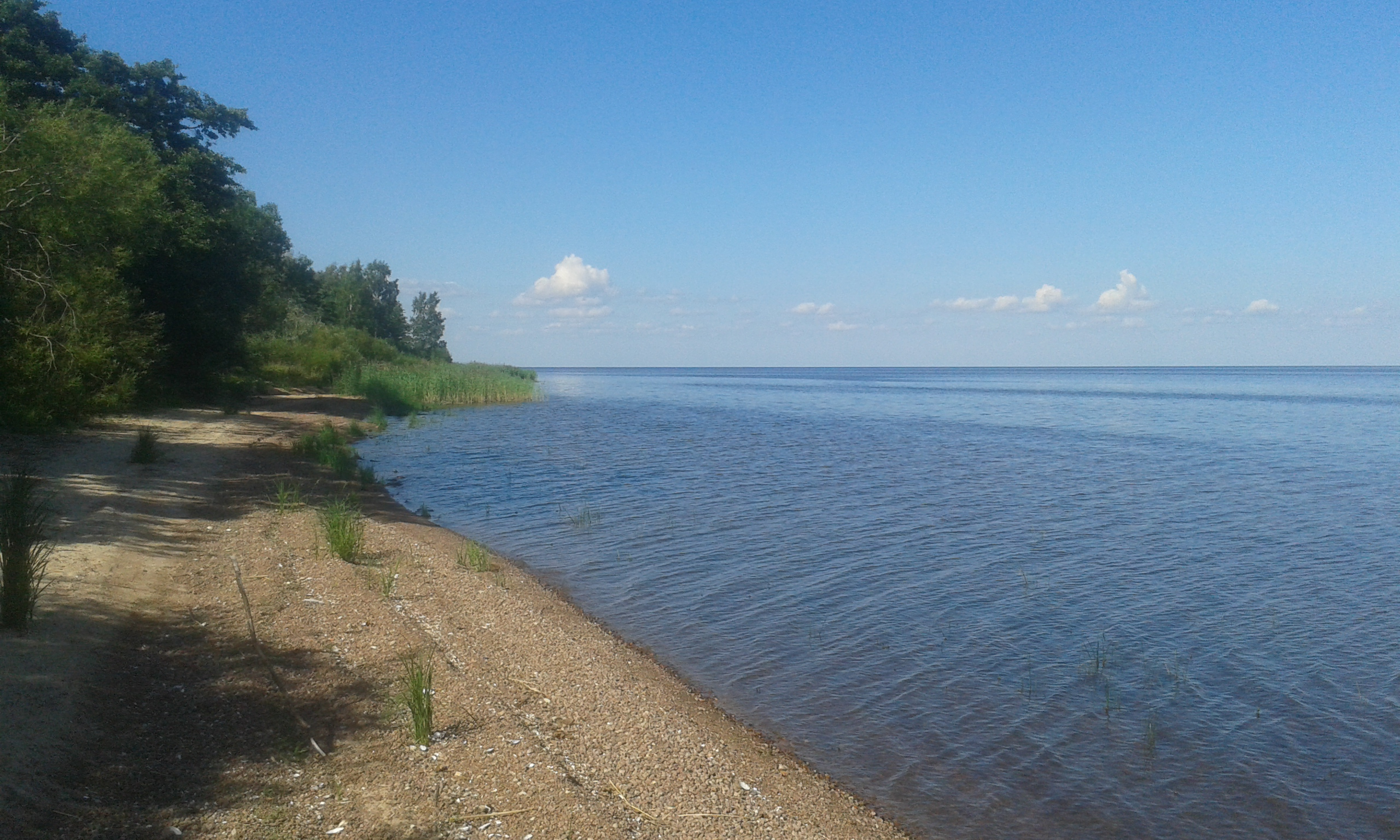
爱沙尼亚穆斯特韦南边的湖岸
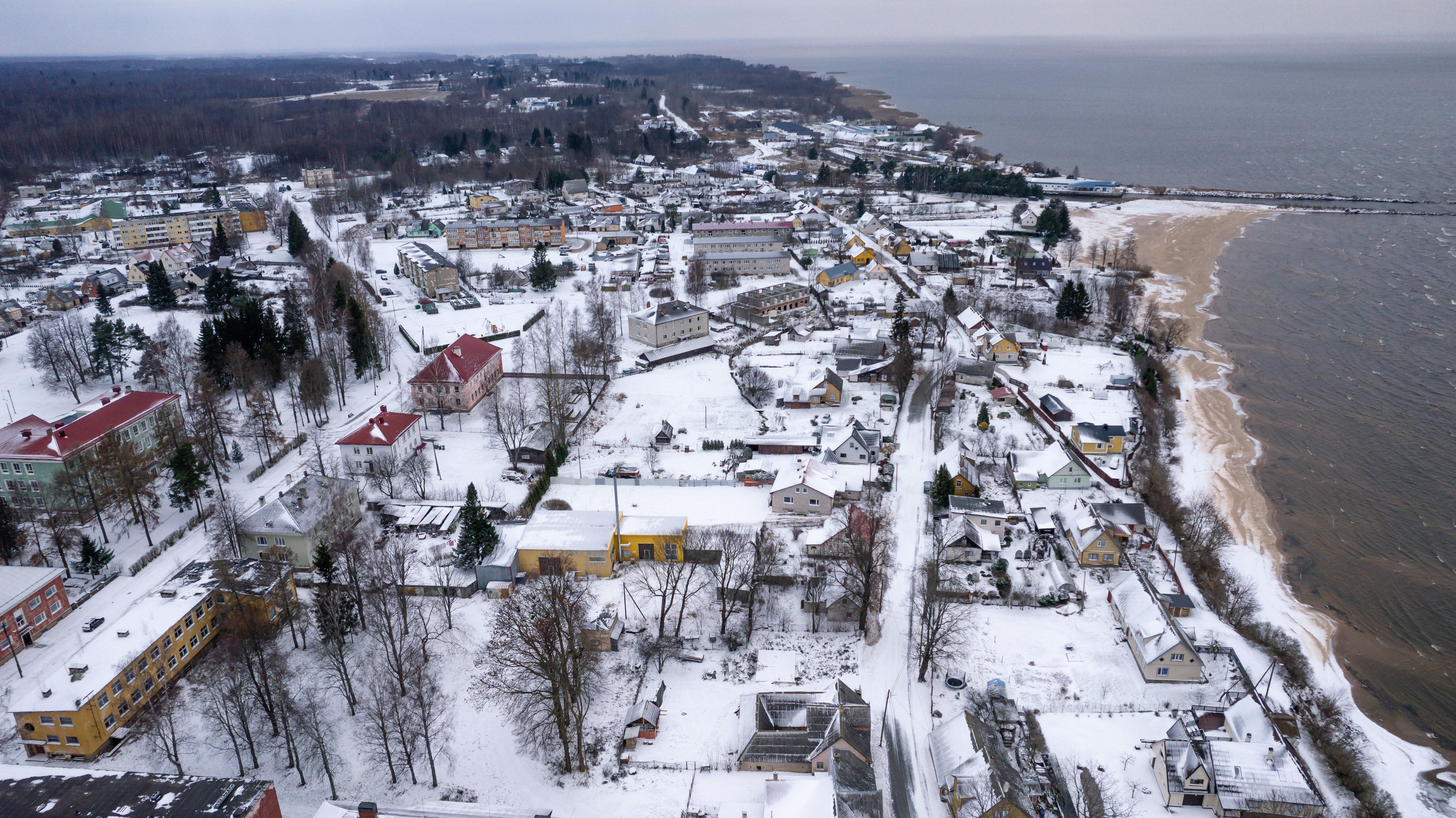
爱沙尼亚卡拉斯泰镇上空照
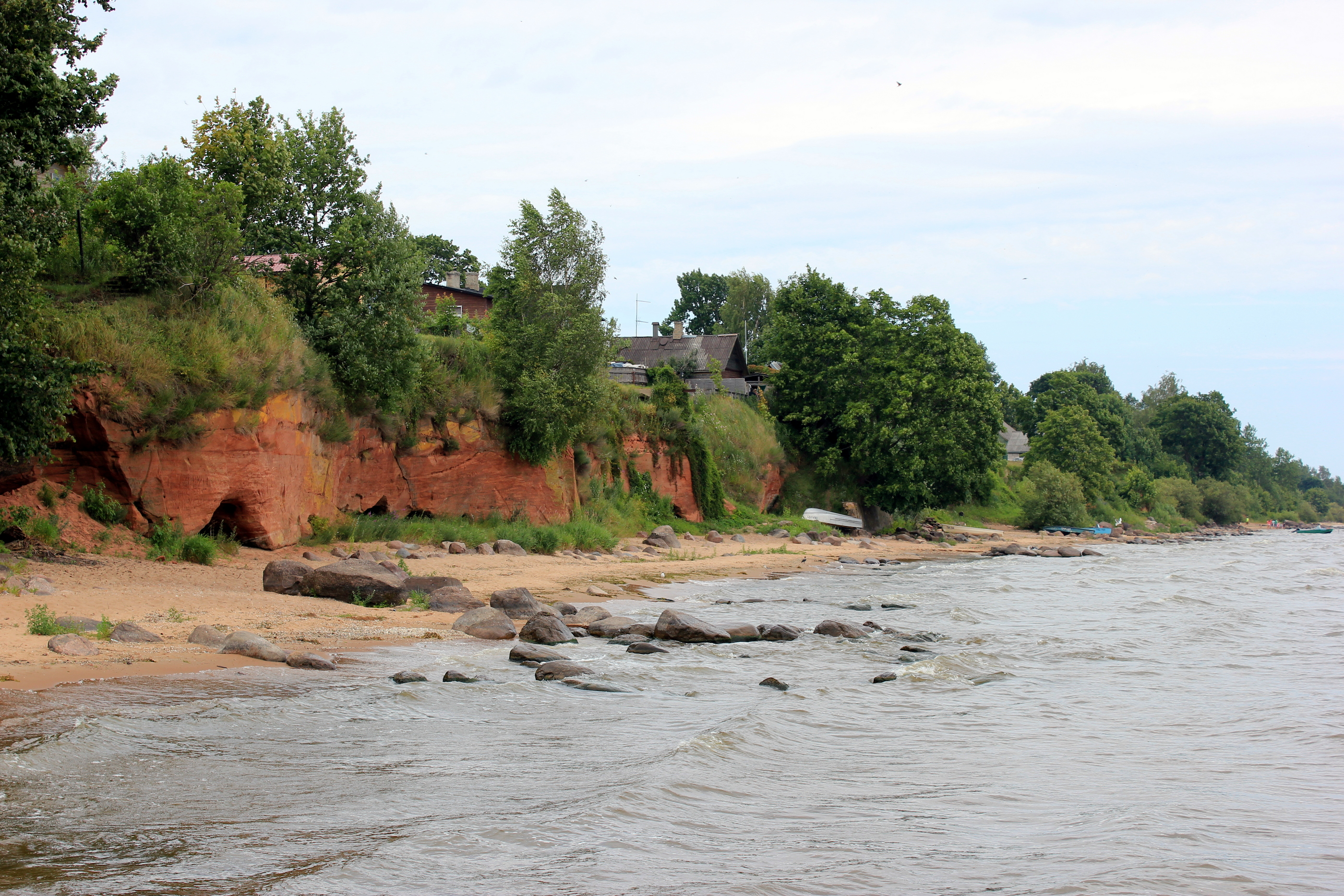
卡拉斯泰湖岸上的泥盆纪砂岩，洞窟里居住着爱沙尼亚最大的崖沙燕鸟群
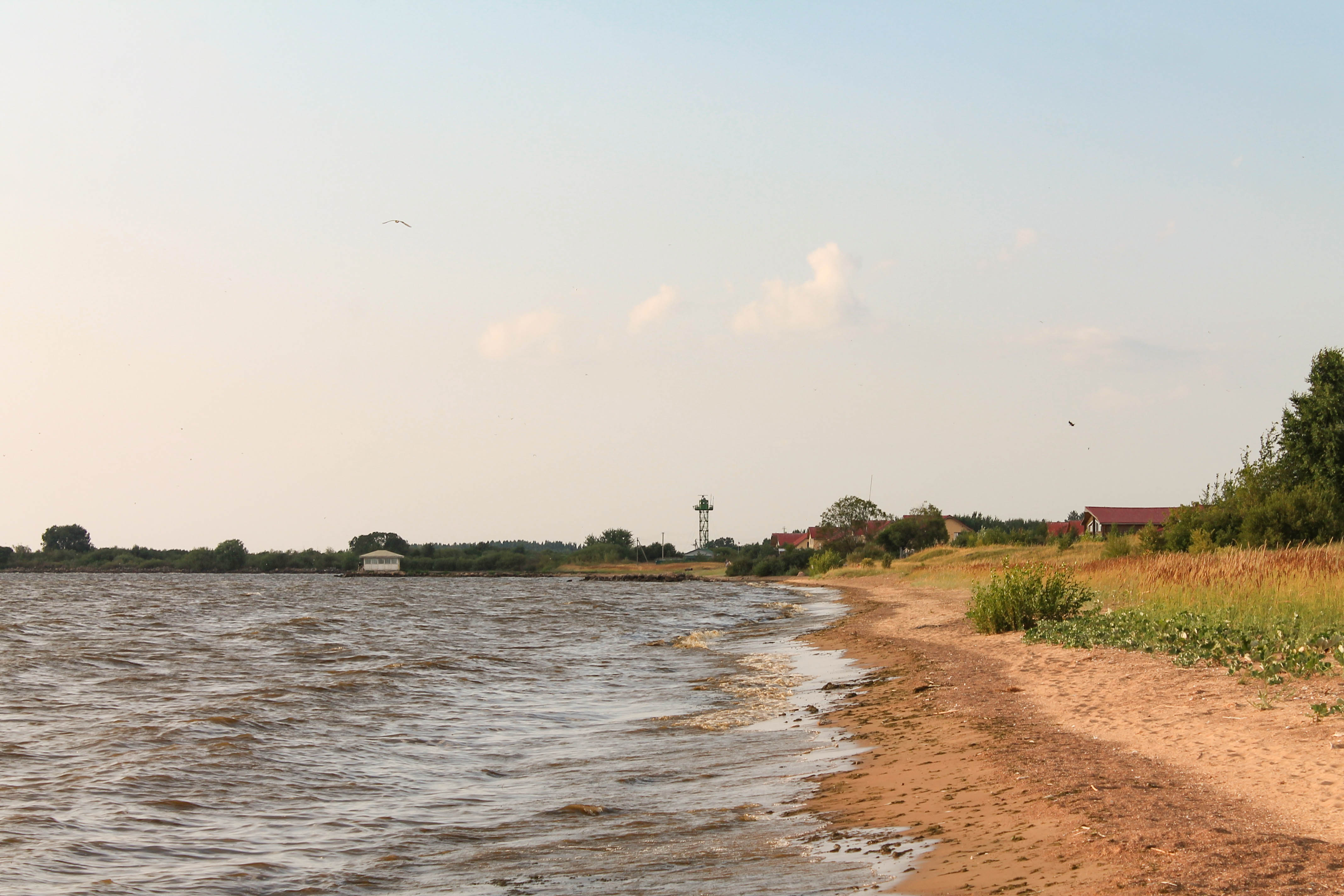
俄罗斯格多夫附近的湖岸
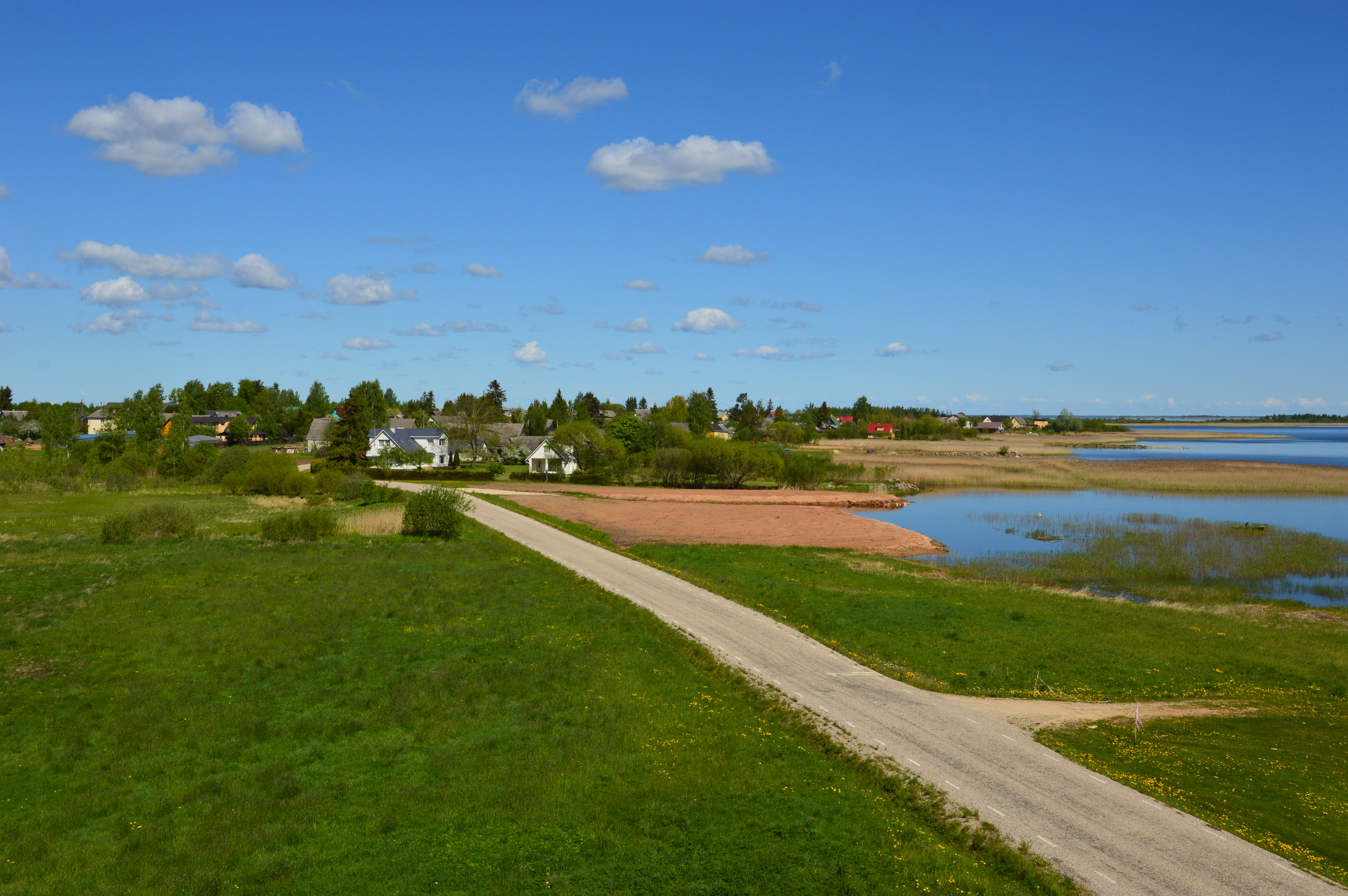
爱沙尼亚湖边的吕布尼察村